# Литвиненко, Владимир Стефанович
Владимир Стефанович Литвине́нко (род. 14 августа 1955) — советский и российский горный инженер, доктор технических наук (1991), профессор, ректор Санкт-Петербургского горного университета (с 1994 года), специалист по бурению скважин методом плавления горных пород. Политический деятель. Миллиардер, самый богатый ректор в России с 2016 года.

## Биография
Родился 14 августа 1955 года в хуторе Новоленинский, Краснодарский край. Отец работал кузнецом, мать в колхозе. По другим данным родился в городе Тимашёвск, Краснодарского края.

### Образование и научная работа
Окончил школу-восьмилетку в деревне Большая Хвощеватка, Воронежская область.  А  9-10  класс  средней  школы №31  в  хуторе Новоленинском  Тимашевского  района  Краснодарского края.
Учился в Новочеркасском Горном техникуме (Геологоразведочном). Работал в геологоразведочных партиях.
Прошёл срочную службу в Советской армии.
Переехал в Ленинград, работал комендантом в общежитии Ленинградского горного института (ЛГИ), затем начальником хозяйственного отдела ЛГИ.
В 1977—1982 годах учился в ЛГИ. Окончил с отличием геологоразведочный факультет, по специальности «Технология и техника разведки месторождений полезных ископаемых». Был оставлен в аспирантуре на кафедре «Технология и техника бурения скважин».
- 1987 — кандидат технических наук, диссертация «Исследование процесса бурения горных пород плавлением»[6];
- 1991 — доктор технических наук, диссертация «Теоретические и экспериментальные основы бурения горных пород плавлением»[7][8].

Соавтор 47 патентов на технические изобретения связанные, главным образом, с бурением горных пород.
Автор и соавтор более 50 научных статей и монографий, среди них 5 учебных пособий для студентов, редактор научных журналов и сборников статей по горному делу.

### Педагогическая и административная работа
В 1984—1986 годах — проректор по административно-хозяйственной работе Ленинградского Горного института имени Г. В. Плеханова, одновременно работал преподавателем [чего?].
В 1986—1994 годах — проректор Горного института по внешнеэкономической и коммерческой деятельности.
В 39 лет (с июня 1994 года) был избран ректором Горного института. В 2011 институт был переименован в «Санкт-Петербургский государственный горный университет», в 2012 в — «Национальный минерально-сырьевой университет „Горный“», в 2016 в — «Санкт-Петербургский горный университет».
В этом вузе защитили кандидатские диссертации некоторые государственные деятели, в частности:
- 1997 — В. В. Путин, по теме «Стратегическое планирование воспроизводства минерально-сырьевой базы региона в условиях формирования рыночных отношений»[11].
- 1998 — И. И. Сечин, по теме «Экономическая оценка инвестиционных проектов транзита нефти и нефтепродуктов (на примере нефтепродуктопровода Кириши-Батарейная)»[12].
- 2000 — В. А. Зубков, по теме «Совершенствование налогового механизма минерально-сырьевого комплекса на примере Ленинградской области».

### Политическая деятельность

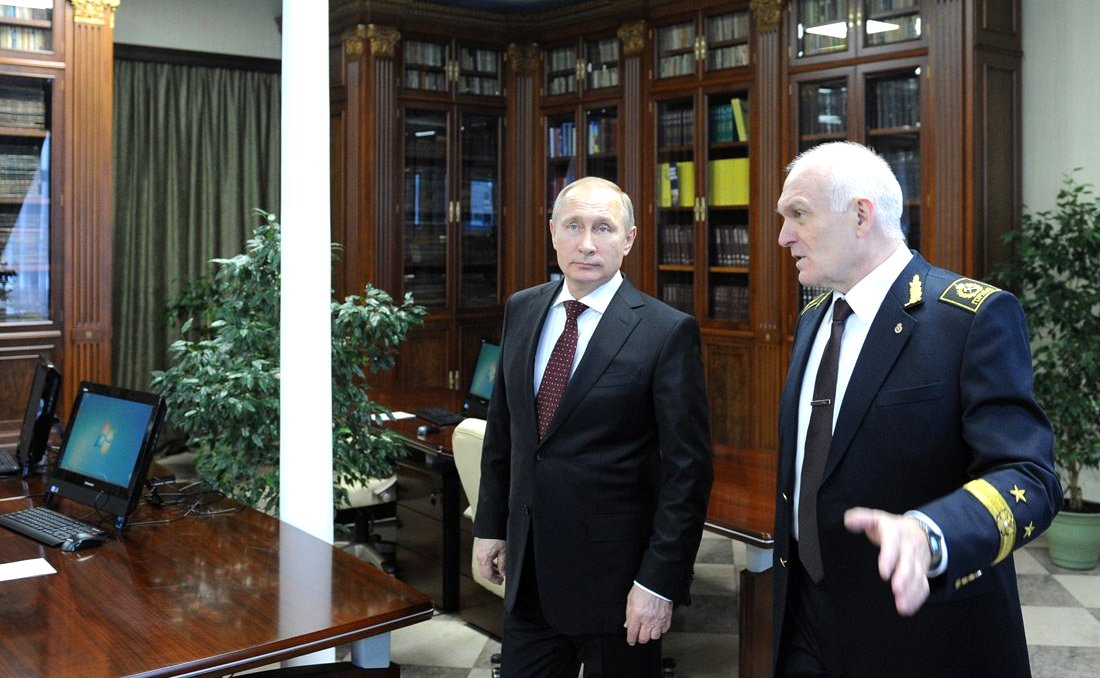
В университете, 2015

С 1995 года — член Совета Санкт-Петербургского регионального отделения Всероссийского общественно-политического движения «Наш дом — Россия» (НДР).
- с 1997 — член политического совета НДР.
- с 1999 — 1-й заместитель председателя Совета Санкт-Петербургского отделения НДР.
- с 2000 — председатель совета НДР.

Ныне член партии «Единая Россия».
В 2000, 2004 и 2012 годах — руководитель избирательного штаба кандидата в президенты В. В. Путина по Санкт-Петербургу (2000) и общего. В 2018 году — сопредседатель избирательного штаба В. В. Путина.
С 2000 года — член политсовета движения «Воля Петербурга» (председатель политсовета — С. М. Миронов).
В 2003 году возглавлял предвыборный губернаторский штаб В. И. Матвиенко.
В 2024 году являлся доверенным лицом кандидата в президенты России Владимира Путина.

### Экономическая деятельность
В 2004 году был избран членом биржевого совета некоммерческого партнёрства «Межрегиональная биржа нефтегазового комплекса» (МБНК).

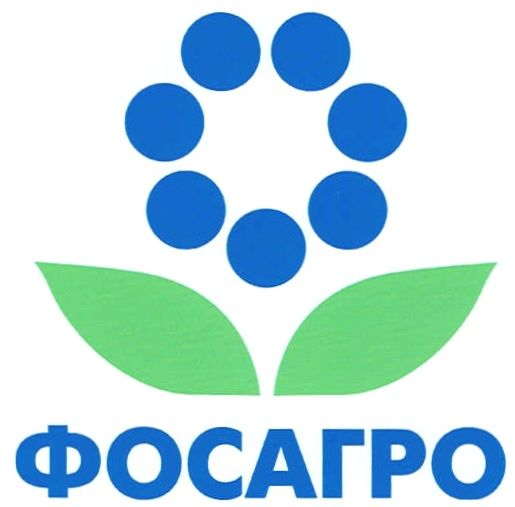
Акционер Фосагро

В 2014 году вошёл в список самых богатых руководителей российских вузов.
В июле 2017 года состояние Литвиненко, включавшее в себя 19,35 % акций «Фосагро», было эквивалентно миллиарду долларов США, обстоятельства получения пакета акций до сих пор точно не известны. В мае 2022 года, после внесения Литвиненко в санкционный список США, передал 20,6% акций своей супруге Татьяне Литвиненко.
Являлся членом совета директоров компаний: «Фосагро», «ВНИИгеофизика», «Росгео». Вице-президент Российского газового общества.
| Место | Год  | Состояние (в долларах США) |
| ----- | ---- | -------------------------- |
| 122   | 2017 | 850 000 000                |
| 177   | 2016 | 450 000 000                |
| 189   | 2015 | 400 000 000                |
| 196   | 2014 | 450 000 000                |
| 197   | 2013 | 500 000 000                |

## Награды, премии, почётные звания
- 1998 — Орден Почёта[20]
- 2001 — Орден Андрея Первозванного (за вклад в развитие минерально-сырьевого комплекса России)
- 2003 — Орден «За заслуги перед Отечеством» IV степени[21]
- 2010 — Орден «За заслуги перед Отечеством» III степени[22]
- 2020 — Орден «За заслуги перед Отечеством» II степени  — за большие заслуги в научно-педагогической деятельности, подготовке квалифицированных специалистов и многолетнюю добросовестную работу[23][24]
- ? — Commandeur «Le Mérite de l’Invention» («За заслуги в изобретениях», Бельгия)
- ? — «Приз Министерства образования и науки РФ»
- ? — «Почётный Знак» Федеральной службы по интеллектуальной собственности, патентам и товарным знакам.
- 2000 — Лауреат Государственной премии Российской Федерации в области науки и техники за «Геологический атлас России»[24]
- 2008 — Лауреат Премии Правительства Российской Федерации 2008 года в области науки и техники «За разработку и внедрение экологически безопасных комбинированных технологий добычи и комплексной переработки руд, обеспечивающих ввод в эксплуатацию и освоение уникального Яковлевского месторождения богатых железных руд»[24][25]
- 2010 — Почётная грамота Президента Российской Федерации «За заслуги в области образования, науки и большой вклад в подготовку квалифицированных специалистов для минерально-сырьевого комплекса»[26]
- 2014 — Почётный доктор Фрайбергской горной академии, ФРГ[27].

## Членство в советах и организациях
- Совет по науке и образованию при Президенте РФ[28]
- Международная академия наук высшей школы
- Российская академия естественных наук (РАЕН)
- Российская академия гуманитарных наук
- Международная академия наук экологии, безопасности природы и человека
- Правительственная комиссия по вопросам ТЭК и воспроизводства минерально-сырьевой базы
- Экспертный Совет Государственной Думы Федерального собрания РФ по вопросам природопользования
- руководитель межгосударственных российско-германского и российско-канадского диалогов по проблемным вопросам недропользования.

## Семья
Жена — Татьяна Петровна Литвиненко (в дев. Клованич, род. 1958), с 2009 по 2016 год соучредитель ООО «Центр обслуживания на Наличной улице». В мае 2022 года, после того как супруг попал под американские санкции, получила от него 20,6% акций «Фосагро». В 2023 году стала второй среди богатейших женщин России по версии российской версии издания «Forbes», с состоянием 2.8 млрд долларов. С июля 2025 года находится под санкциями всех стран Евросоюза.
Дочь — Литвиненко, Ольга Владимировна (род. 19 июля 1983) — окончила юридический факультет Санкт-Петербургского государственного университета и Северо-Западную Академию государственной службы при Президенте РФ, кандидат психологических наук. С 2000 по 2006 год — помощник проректора Горного университета по экономике. С 2007 по 2011 год — депутат Законодательного собрания Санкт-Петербурга, лидер Молодёжной организации «Справедливой России». В 2007—2010 — депутат Петербургского ЗАКСа от этой партии, участвовала в работе предвыборного штаба Путина.
Летом 2011 года было возбуждено уголовное дела по ч. 3 ст. 127 УК РФ (незаконное лишение свободы) по инициативе Владимира Литвиненко: якобы неизвестные похитили его дочь и её младшего сына, годовалого Михаила. На этом основании была арестована её недвижимость — несколько квартир. В 2011 году уехала из России в Польшу, затем получила её гражданство. 9 февраля 2012 года центральный совет партии «Справедливая Россия» исключил её «за действия, наносящие вред политической партии». Позже Ольга поддержала оппозиционную деятельность Михаила Ходорковского и открыто выступала в его поддержку; в июле 2017 года вступила в движение «Открытая Россия».
Внуки — Михаил, Эстер-Мария, Дина и Сару. Эстер-Мария живёт в России. Ольга Литвиненко, находясь за границей, обвиняет своего отца в краже дочери, а также создании бизнеса по изготовлению научных диссертаций на заказ, в том числе и для будущего президента страны в 1997 году.

## Критика
В ноябре 2016 года газета «Деловой Петербург» опубликовала материал «Схемы горного короля», котором рассказала, как «земли и здания стоимостью 7 млрд рублей переходили от Горного университета в собственность людей, близких ректору вуза Владимиру Литвиненко».
В декабре 2016 года Transparency International опубликовало расследование «Миллиардер с горы. Горный университет строил научно-лабораторный комплекс, а получилось элитное жильё», посвящённое сделкам с недвижимостью, которые, как считает Трансперенси, Литвиненко заключал в качестве ректора Горного и которые привели к тому, что на университетской земле на Васильевском острове вместо новых лабораторных и учебных помещений был построен элитный жилой комплекс.
В сентябре 2017 года В. С. Литвиненко подал иск о защите чести, достоинства и деловой репутации против «Трансперенси Интернешнл — Россия», газеты «Деловой Петербург» и сайта «Оффшорам-нет.ру». Он требовал компенсацию в размере 65 млн рублей. Василеостровский районный суд в закрытом (по ходатайству начальника юридической службы Санкт-Петербургского государственного горного университета Александра Волка) судебном заседании 15 мая 2018 года удовлетворил иск частично, взыскав в общей сложности 10 млн рублей: 1 млн рублей с авторов публикации, 4 млн рублей с «Делового Петербурга», 5 млн рублей с «Трансперенси Интернешнл — Россия».
В октябре 2018 года Санкт-Петербургский городской суд в апелляционном порядке изменил решение: взыскал с Transparency International 1 млн руб., а в удовлетворении требований истца к журналистам газеты «Деловой Петербург» и сайта «Оффшорам-нет.ру» отказал. Компенсация была назначена судом за публикацию под названием «Дело года: выбираем главный коррупционный кейс 2016-го».
В марте 2018 года его дочь Ольга заявила, что диссертацию за Владимира Путина писал Владимир Литвиненко.
В 2021 году МБХ медиа сообщило о том, что Литвиненко с 2014 года неверно указывает свой доход в декларации. Издание сравнило его задекларированные доходы с историей выплат дивидендов акционерам компании «Фосагро». Согласно данным компании, с 2014 по 2019 год его дивиденды увеличилась с 14,92 % до почти 21 % акций и составили около 20 млрд рублей. За этот же срок ректор задекларировал доход в 1,3 млрд рублей.
По данным Диссернета научный руководитель диссертации с множественными заимствованиями.

## Санкции
19 мая 2023 года, на фоне вторжения России на Украину, попал в блокирующий санкционный список США,  отмечается что «Литвиненко трижды занимал должность руководителя региональной предвыборной кампании Путина. В настоящее время состояние семьи Литвиненко составляет несколько миллиардов долларов».
Ранее, 19 октября 2022 года, попал под санкции Украины так как «Литвиненко принадлежит около 21% российской химической компании «ФосАгро».  Выделение акций «ФосАгро» Литвиненко многими рассматривается как взятка Путину».
13 июня 2025 года, вместе с супругой, внесён в санкционный список Канады лиц, которые по данным Фонда борьбы с коррупцией, поддерживали нападение на Украину, либо извлекали выгоду от войны.